# El forajido aéreo
El forajido aéreo (título original: Il predone dell'aria) es una película muda italiana de 1916 dirigida por Alberto Traversa, en la que interviene el actor español Bonaventura Ibáñez.

## Argumento
El joven inventor de un prototipo de aeronave es privado de su descubrimiento por un grupo financiero que también logra convencer a la opinión pública de que está loco. Encerrado en un manicomio, el inventor logra escapar con la ayuda de su novia. En poco tiempo construye un avión gigante con el que sobrevuela las instalaciones de sus rivales para bombardearlos y destruir el dirigible. Pero la policía interviene y derriba el avión.